# Antonio del Rey y Caballero
Antonio del Rey y Caballero (castellà: Antonio María del Rey y Caballero)  (Valladolid, 10 de juny de 1814 - Madrid, 6 d'agost de 1886) va ser un polític i militar espanyol, heroi de la Primera Guerra Carlista, en el bàndol cristí, tinent general de l'exèrcit, ministre de la guerra, president del Consell Suprem de Guerra i Marina, i senador per la província de Ciudad Real en 1871-1872; 1876-1877; 1877; 1879-1880 i 1881-1882.
Va ser condecorat amb la creu de l'Orde d'Isabel la Catòlica, la creu de la portuguesa Orde de Crist, la creu de l'Orde de Carles III, la creu de l'Orde de Sant Hermenegild i el Mèrit Militar (blanca). Els ajuntaments de Granada, Guadix, Baza, Adra i Berja el van nomenar fill adoptiu.

## Biografia
Va ingressar en l'exèrcit, com a sotstinent de Milícies en 1837, passant després al primer regiment de granaders de la Guàrdia Reial provincial, i després al segon regiment de la Guàrdia Reial d'infanteria.
Va prendre part en les més difícils operacions militars de la Primera Guerra Carlista. A les ordres del general Baldomero Espartero, vencedor de Luchana, va lluitar en la batalla de Peñacerrada el 22 de juliol de 1838, per la qual va ser recompensat amb la creu de Sant Ferran.
Va participar en la presa dels forts de Ramales i Guardamino, ocorreguda a l'abril i maig de 1839; respectivament, en el setge i presa de Castellote, al març de 1840; en el setge i presa de Morella, al maig del mateix any, i en la presa de Berga, el 14 de juliol, fins a l'entrada del general Ramon Cabrera i Grinyó a França.
Es va trobar igualment en les operacions practicades contra els carlistes de Catalunya en 1848, concorrent a diverses accions de guerra. En 1856 va contribuir amb la columna del seu comandament a sufocar el moviment revolucionari de Barcelona, sortint després de la ciutat en persecució dels insurrectes i obligant-los a presentar-se i demanar indult. Manant una brigada de l'exèrcit de Castella la Nova va combatre la insurrecció a Madrid el 22 de juny de 1866, havent-se-li encomanat la submissió de la plaça de Santo Domingo on els artillers revoltats tenien les seves principals forces, i ho va aconseguir per complet, fent molts presoners, recollint canons i armes, i mereixent els elogis del general O'Donnell, llavors cap del Govern.
En 1867 va sortir a operacions al districte d'Aragó, i en 1868 va formar part de l'exèrcit d'Andalusia que va manar el Duc de la Torre, concorrent a la batalla d'Alcolea com a comandant general de la segona divisió d'aquest exèrcit. Es va fer càrrec llavors de la capitania general d'Andalusia, i al cap de poc de la de Granada, que va exercir fins a abril de 1872, quan va obtenir l'acta de diputat a Corts.
El 20 d'abril de 1872 va ser ministre de la Guerra en el gabinet que va presidir Práxedes Mateo Sagasta; va exercir el càrrec de director d'Administració militar, i en 1882 va ser nomenat president del Consell Suprem de Guerra i Marina; va passar á l'escala de reserva al juny de 1881, i va ser senador vitalici des de llavors fins a la seva mort.